# Drømmefanger
En Drømmefanger (af asabikeshiinh, edderkop, eller bawaajige nagwaagan, drømmenet) er et traditionelt indiansk håndarbejde. Drømmefangeren fremstilles typisk af en ring af pilekviste, i hvilken der flettes et net. Dette dekoreres med personlige og/eller hellige genstande. For nogle er drømmefangeren blevet et symbol på den indianske kultur.
Den amerikanske etnograf Frances Densmore skriver i sin bog om Chippewafolkets kultur, at:
| Citat                           | selv spædbørn blev udstyret med beskyttende relikvier. Eksempler herpå er de "edderkoppespind" der blev hængt på børnenes vugger. Disse genstande bestod af træringe ca. 3 tommer i diameter, spundet op med et imiteret edderkoppespind af fint garn, gerne farvet rødt. I gammel tid blev dette net fremstillet af nældefibre. Normalt blev to spind hængt på vuggen, og man sagde at de "fangede alt ondt der måtte være i luften på samme måde som en edderkops spind fanger og holder hvad end der kommer i berøring med det. | Citat |
| Frances Densmore, 1979, s. 113. | |       |